# 이은애 (의사)
이은애(李恩愛, 1988년 12월 28일 ~ 2023년 12월 6일)는 순천향대학 부속 부천병원 가정의학과 전문의 임상조교수로 재직중 2023년12월 6일 장기기증을 통해 새 생명을 나누어 주고 하늘의 별이 되었다.

## 생애
그녀는 과천중학교, 과천여자고등학교에서 늘 전교 1등 수석을 차지했고 과천여자고등학교의 최초 의대생이 되었다. 이후 중앙대학교 의대 차석 졸업, 전공의 전국 1등을 차지했다. 그렇게 의과대학을 졸업한 뒤 삼성서울병원에서 수련 후 순천향대학교 부속 부천병원 가정의학과 전문의 임상조교수로 재직하였다.

## 사망
그녀는 2023년 12월 3일 오후 여의도 근처에서 친구들과 식사 중 발생한 두통으로 구토 후 어지러움을 느껴 의자에 앉아 있던 중 지나가던 행인의 도움으로 근처 응급실로 이송됐다. 응급실 내원 후 경련이 일어났고 곧바로 의식이 저하돼 검사를 받은 결과 뇌출혈을 진단받았다. 결국 뇌사 판정을 받았고 12월 6일 오후 이식 수술을 진행, 뇌사자 장기기증을 통해 총 5명의 환자에게 심장, 폐장, 간장, 신장(2개)을 기증, 새 생명을 나누어 주며 생을 마감했다. 

▶ 채널A 뉴스 보러가기

▶ SBS 뉴스 보러가기

▶ 한국장기조직기증원 기증자 추모관 가기